# Université de Hartford
L'université de Hartford, connue sous les sigles UHA ou UHart, fut fondée en 1857 et est un établissement d'enseignement supérieur indépendant, situé à West Hartford, Connecticut, États-Unis. Depuis 1957, elle regroupe une école d'art (the Hartford Art School), une école de commerce (Barney School of Business) et une école de musique (Hartt School of Music).
L'université attire des étudiants de 45 États américains et de 58 pays. Elle est située dans la vieille banlieue de Hartford, sur Bloomfiels avenue.
L'université diffuse également la radio publique WWUH (91.3 MHz FM).